# Vélite

Um vélite, ilustração de Theodore Ayrault Dodge em 1861.

Os vélites (do latim: velites, singular veles) constituíam uma unidade de infantaria ligeira que lutava à frente da legião romana na época da República.

## Fundo
Os vélites eram recrutados entre as classes mais pobres da sociedade e daqueles que ainda não eram considerados bastante adultos para fazerem parte das unidades de infantaria pesada, normalmente entre 17 e 25 anos. Embora originalmente existissem duas classes de infantaria, rorários e acênsios consideradas mais pobres, desapareceram devido ao seu pouco valor.
| “ | Uma vez reunidos todos os soldados no momento indicado, os vélites são elegidos dentre os mais novos e pobres | ” |

## Equipamento

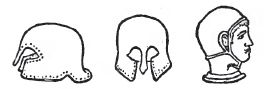
Galeae, elmos básicos dos vélites, de couro acolchado.

Considerados infantaria ligeira e escaramuçadores dentro do exército romano, os vélites portavam um feixe de dardos leves (hastae velitares), que arrojavam ao inimigo a distância. O pescoço destes dardos era desenhado para se dobrar no momento do impacto, o que as tornava inúteis para o inimigo se este desejar fazer uso delas uma vez lançadas (assim como ocorria com os pilos que portavam os legionários pesados). O comprimento destes dardos era de cerca de 80 cm., e a grossura não era muito maior que um dedo, e as suas formas eram variadas.
Coma arma preventiva, também portavam uma espada curta ("gládio") de aproximadamente 74 cm. de comprimento, que usavam caso chegarem ao combate corpo a corpo. Não levavam armadura, salvo exceções, e protegiam-se com um escudo (parma) de madeira circular de aproximadamente 40 cm. de diâmetro. Embora todos os vélites recebessem um elmo de couro acolchoado ou gaela, Muitos deles cobriam-se com gorros de pele de lobo ou outro animal, para se caracterizarem frente ao restante de unidades e se distinguirem frente aos oficiais.

## Organização estrutural
Por regra geral, formavam 1200 vélites por cada 3000 membros da infantaria romana, ou seja, aproximadamente 1200 por legião. Mas na época  de crise, o seu número multiplicava-se, pois eram a unidade mais fácil e barata de equipar e despregar.

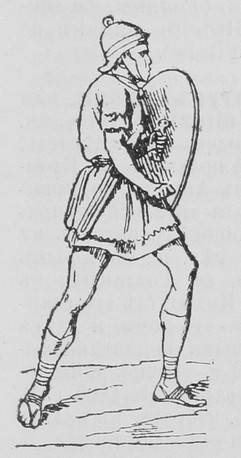
Vélite

Dentro da legião, estes vélites não formavam as suas próprias unidades: 40 deles eram associados a cada manípulo de (hastados), príncipes e triários. Ao contrário destes contingentes, adotavam uma formação aberta e com pouca coesão, sem estrutura concreta, que permitisse um rápido avanço e retirada, e uma maior mobilidade frente do inimigo.

## Táticas
Geralmente eram utilizados na primeira linha, para acabar com os escaramuçadores rivais antes de começar o combate. Na batalha, estavam destinados a fustigar às tropas inimigas mediante escaramuças, para minar o seu moral e quebrar a formação. Também cobriam o avanço dos hastados, armados com espadas, e que constituíam a primeira linha de choque.
Após arrojar os seus dardos, retiravam-se através dos ocos abertos entre as linhas de hastados, até a retaguarda. A partir desse momento, a batalha era tarefa destes últimos, melhor armados e protegidos. Resultavam especialmente úteis para acossar elefantes de guerra e carros de combate, graças à sua mobilidade e às múltiplas armas de arremesso, que os tornavam mais efetivos contra eles do que a infantaria pesada. O seu armamento ligeiro tornava-os num curinga em qualquer legião romana.

## História
Segundo Tito Livio, os vélites formaram parte integrante das legiões após o assédio de Cápua, durante a Segunda Guerra Púnica (211 a.C.), fundamentando-se nas teorias de armas combinadas de Quinto Návio.
| “ | A partir desse momento a cavalaria romana agiu em superioridade, e foi estabelecido que devia haver vélites nas legiões. Diz-se que Quinto Návio foi a pessoa que aconselhou misturar infantaria e cavalaria, e que recebeu honras do general por isso. | ” |

As reformas militares de Caio Mário em 107 a.C., desenhadas para afrontar a escassez de soldados, devidas às guerras contra o rei númida Jugurta, acabaram com os diferentes tipos de unidades. Os requisitos de idade e riqueza foram suprimidos: agora os soldados uniam-se ao exército para fazer carreira, mais que para servir à cidade. Eram equipados como infantaria média com um equipamento padrão financiado pelo estado. As auxilliae, tropas locais de irregulares, agora adotavam outros roles como o tiro com arco, a escaramuça e manobras de ladeamento.